# Bùi Bá Định
Bùi Bá Định là Trung tướng Công an nhân dân Việt Nam. Năm 2015, ông giữ chức vụ Phó Tổng cục trưởng Tổng cục Chính trị Công an nhân dân, Bộ Công an Việt Nam. Ông nguyên là Giám đốc Công an tỉnh Ninh Bình.

## Tiểu sử
Trung tướng Bùi Bá Định sinh năm 1954 tại xã Khánh Thịnh huyện Yên Mô tỉnh Ninh Bình, năm 1972 sau khi tốt nghiệp cấp ba tại trường cấp 3 Tạ Uyên nay là trường THPT Yên Mô A ông tham gia lực lượng công an, làm việc tại Ty Công an Ninh Bình.
Tháng 10-1975 ông thi đỗ vào trường Đại học An ninh nhân dân nay là Học viện An ninh nhân dân khoá D7.
Năm 1980 ông tốt nghiệp Học viên An ninh nhân dân loại giỏi và được giữ lại làm giảng viên. Sau 6 năm công tác tại học viện, ông trở về quê hương làm Đội trưởng Đội Cảnh sát hình sự - Kinh tế huyện Yên Mô.
Từ tháng 11 năm 2008 đến tháng 1 năm 2009, Bùi Bá Định là Đại tá Công an nhân dân Việt Nam, Ủy viên Ban Thường vụ Tỉnh uỷ Ninh Bình, Giám đốc Công an tỉnh Ninh Bình.
Ngày 31 tháng 7 năm 2009, Thủ tướng Chính phủ Việt Nam Nguyễn Tấn Dũng đã kí quyết định 1150/QĐ-TTg phê chuẩn việc miễn nhiệm chức danh Thành viên Ủy ban nhân dân tỉnh Ninh Bình nhiệm kỳ 2004 - 2011 đối với ông Bùi Bá Định, nguyên Giám đốc Công an tỉnh Ninh Bình để nhận nhiệm vụ mới theo đề nghị của Ủy ban nhân dân tỉnh Ninh Bình và Bộ trưởng Bộ Nội vụ.
Từ tháng 7 năm 2012 đến tháng 5 năm 2014, Bùi Bá Định là Thiếu tướng Công an nhân dân Việt Nam, Phó Tổng cục trưởng Tổng cục Xây dựng lực lượng Công an nhân dân, Bộ Công an Việt Nam.
Từ tháng 9 năm 2014 đến tháng 11 năm 2015, Bùi Bá Định là Trung tướng Công an nhân dân Việt Nam, ủy viên Thường vụ Đảng uỷ Tổng cục, Phó Tổng cục trưởng Tổng cục Chính trị Công an nhân dân, Bộ Công an Việt Nam.

## Phong tặng

### Lịch sử thụ phong quân hàm
- Thiếu tướng Công an nhân dân Việt Nam
- Trung tướng Công an nhân dân Việt Nam (thụ phong năm 2014)

### Huân huy chương
- Huy hiệu 40 năm tuổi Đảng Cộng sản Việt Nam (trao ngày 11 tháng 9 năm 2015)
- Huân chương Quân công hạng Ba (trao ngày 12 tháng 11 năm 2015)[9]